# Johnny Schuth
Jean "Johnny" Schuth (* 7. Dezember 1941 in Saint-Omer) ist ein ehemaliger französischer Fußballtorhüter.

## Karriere

### Verein
Schuth begann in der lothringischen Stadt Thionville mit dem Fußballspielen. 1961 schloss er sich Racing Straßburg an, wo er zunächst in der zweiten Mannschaft eingesetzt wurde. Ein Jahr später rückte er in die Profimannschaft auf. 1966 wurde er mit Racing französischer Pokalsieger.
Nach zehn Jahren im Elsass wechselte er 1971 zum FC Metz, für den er 45 Ligaspiele bestritt. 1974 beendete er seine Laufbahn beim unterklassigen Verein Stade Olympique de Merlebach.

### Nationalmannschaft
Schuth wurde als dritter Torhüter in das französische Aufgebot bei der Weltmeisterschaft 1966 in England berufen. In seiner gesamten Spielerkarriere bestritt er jedoch kein einziges Spiel für die "Équipe Tricolore".

## Privates
Sein Vater Herbert und sein Sohn Philippe (1966–2002) spielten ebenfalls als Torhüter für den FC Metz in der Ligue 1.